# ベラルーシの首相
ベラルーシの首相（ベラルーシのしゅしょう）は、議会の承認に基づき大統領が任命する首相職。ベラルーシ共和国閣僚評議会の議長。ベラルーシは大統領制を導入しているため、首相率いる閣僚評議会は大統領の補佐機関にしか過ぎない。内閣に対して、責任を負う。ソビエト連邦の構成国であった白ロシア・ソビエト社会主義共和国では、閣僚会議議長が首相の役割を果たしていた。

## 職権
首相の権限は極めて弱い。
- 政府法案への署名。
- 大統領に承認された財政・教育・労働政策を施行する。
- 内閣の任務を分配し、活動を調整する。
- 大統領が空席となった場合、大統領の地位を代行する。

## 歴代首相一覧（1991年以降）
| 代 | 画像 | 氏名                         | 任期           | 任期           | 元首                         |
| 代 | 画像 | 氏名                         | 着任           | 離任           | 元首                         |
| -- | ---- | ---------------------------- | -------------- | -------------- | ---------------------------- |
| 1  |      | ヴァチェスラフ・ケビッチ     | 1991年9月19日  | 1994年7月21日  | スタニスラフ・シュシケビッチ |
| 2  |      | ミハイル・シギル             | 1994年7月21日  | 1996年11月18日 | アレクサンドル・ルカシェンコ |
| 3  |      | セルゲイ・リング             | 1996年11月18日 | 2000年2月18日  | アレクサンドル・ルカシェンコ |
| 4  |      | ウラジミール・エルモシン     | 2000年2月18日  | 2001年10月1日  | アレクサンドル・ルカシェンコ |
| 5  |      | ゲンナジー・ナビツキー       | 2001年10月1日  | 2003年7月10日  | アレクサンドル・ルカシェンコ |
| 6  |      | セルゲイ・シドルスキー       | 2003年7月10日  | 2010年12月10日 | アレクサンドル・ルカシェンコ |
| 7  |      | ミハイル・ミャスニコビッチ   | 2010年12月28日 | 2014年12月27日 | アレクサンドル・ルカシェンコ |
| 8  |      | アンドレイ・コビャコフ       | 2014年12月27日 | 2018年8月18日  | アレクサンドル・ルカシェンコ |
| 9  |      | セルゲイ・ルマス             | 2018年8月18日  | 2020年6月3日   | アレクサンドル・ルカシェンコ |
| 10 |      | ロマン・ゴロフチェンコ       | 2020年6月4日   | 2025年3月10日  | アレクサンドル・ルカシェンコ |
| 11 |      | アリャクサンドル・トゥルチン | 2025年3月10日  | 現在           | アレクサンドル・ルカシェンコ |